# 러시아의 사법제도
러시아의 사법제도는 러시아 법률을 해석하고 적용하는 업무를 담당한다.

## 법조인

### 변호사
러시아는 원칙적으로 변호사 자격에 아무 제한을 두지 않고 있다. 법대를 졸업한 사람은 누구나 유료로 법률업무를 볼 수 있다. 이들을 유리스트라고 부른다. 다만 러시아 연방 정부가 실시하는 아드보카트 시험을 통과한 아드보카트만이 형사 법정에서 소송대리를 할 수 있다. 법률제도의 기원인 영국에 비교해, 유리스트를 영국의 사무변호사(solicitor), 아드보카트를 송무변호사(barrister)라고 번역하기도 하지만, 정확한 것은 아니다.

### 배심원
25세 이상이며 전과가 없어야 한다.

## 분석과 비판
러시아의 변호사 수는 매우 적다고 비판받는다. 2010년 인구 센서스에 의하면 미국 캘리포니아 주의 인구는 3,700만명인데, 2012년 캘리포니아주 변호사는 179,000명이다. 반면에 2002년 인구 센서스에 의하면 러시아 인구는 1억 4,500만명인데, 변호사수는 고작 47,000명 밖에 안 된다. 2013년 현재 인구 5,000만명에 변호사 25,000명인 한국 보다도 적은 비율이다. 캘리포니아주의 비율만큼 변호사가 있으려면 한국은 변호사가 24만명이어야 하고, 러시아는 70만명이어야 한다. 러시아의 변호사 수는 그 국가의 법률수준의 현실을 상징적으로 나타내고 있다.
변호사수가 적다는 것은 그만큼 법률시장의 매출액이 적다는 것이며, 매출액이 적다는 것은 그만큼 대학의 법학교육, 변호사의 법률시장, 국회의 입법수준, 사법부의 재판시스템 등 법률서비스의 전반적 수준이 총체적으로 낙후되었다는 의미이다. 법률서비스는 외국인 투자의 중요한 인프라인데, 이렇게 법률시장이 낙후되었다는 것은 외국인이 투자할 여건으로는 바람직하지 못하다는 의미이다.
상업이 고도로 발달하면, 기업활동을 지원하는 법률, 회계, 금융 등 인프라 서비스 산업이 고도로 발달한다. 중세시대에 상업이 고도로 발달한 이탈리아의 무역도시들도 법률, 회계, 금융 등의 기업활동 지원 서비스업이 고도로 발달했고, 근대에는 영국이 고도로 발달했다가, 현대에는 미국이 영국을 추월하여 매출액 기준 세계 100대 로펌에 미국이 가장 많고, 그 다음이 영국이다.